# Festival international d'art contemporain de Royan
Le Festival international d'art contemporain de Royan est un festival qui a été organisé dans la ville de Royan de 1964 à 1977. C'était une manifestation pluri-disciplinaire annuelle, qui rassemblait : un important festival de musique contemporaine, des spectacles de danse, du théâtre, du cinéma, un Salon international de la recherche photographique, des expositions d'arts plastiques et des arts d'Orient, d'Extrême-Orient et d'Afrique.
Créé en 1963 par le docteur Bernard Gachet, le festival était avant tout axé sur la musique contemporaine. De 1964 à 1972, son directeur artistique fut Claude Samuel, puis Harry Halbreich de 1973 à 1977. Le festival avait lieu chaque année durant une semaine aux environs de Pâques. Très vite, par sa production musicale, le festival de Royan devint aussi célèbre que ceux de Donaueschingen ou de Venise.
Jusqu'en 1971 a eu lieu, dans le cadre de ce festival le Concours international de piano Olivier Messiaen. En 1972, il a été remplacé par un concours de flûte.

## Éditions et principales créations

### 1966
- Triade de Gilbert Amy ;
- Interférences de Paul Méfano ;
- De natura sonoris de Penderecki ;
- Terretektorh de Iannis Xenakis ;
- Variations pour orchestre d’Igor Stravinsky.

### 1967
- Archipel I de Boucourechliev ;
- D'un opéra de voyage de Betsy Jolas ;
- Dans le deuil des vagues de Gérard Masson.

### 1968
- Trajectoires de Gilbert Amy ;
- Le Temps restitué de Jean Barraqué ;
- Lignes de Paul Méfano ;
- Imaginario II de Luis de Pablo ;
- Punkte de Stockhausen ;
- Solo de Donatoni ;
- Nuits de Xenakis.

### 1969
- Sinfonia de Berio ;
- Archipel II de Boucourechliev ;
- Reliefs polychromés de Jean-Pierre Guézec ;
- Quadrivium de Bruno Maderna ;
- Nomos Gamma de Xenakis.

### 1970
- Cette étoile enseigne à s'incliner de Gilbert Amy ;
- Archipel IV de Boucourechliev ;
- Quatorze Stations de Marius Constant ;
- Cérémonie II de Pierre Henry ;
- Holydays Symphony de Charles Ives ;
- La Cérémonie de Paul Méfano ;
- Organum I de Xavier Darasse.

### 1971
La thématique de cette année-là fut la musique contemporaine des pays de l'Est.
- Schichten d'Alsina ;
- Ausstrahlungen de Vinko Globokar ;
- Écran d'Anatol Vieru ;
- Synaphai de Xenakis.

C'est également l'année où fut créé le salon international de la recherche photographique (SIRP).  

### 1972
L'édition fut consacrée essentiellement à la "jeune génération".
- Ludwig Van de Mauricio Kagel ;
- Madrigal de Paul Méfano ;
- Lovercraft de Tristan Murail.

### 1973
- Solo de Franco Donatoni ;
- Préludes et fugue de Lutoslawski ;
- Kermit de François-Bernard Mâche ;
- Bleu loin de Gérard Masson ;
- Extensions de Francis Miroglio ;
- 24 Préludes de Maurice Ohana ;
- Concerto pour violoncelle de Penderecki ;
- Choralvorspiele de Dieter Schnebel;
- Photoptosis et Action ecclésiastique de Bernd Alois Zimmermann.

### 1974
Cette année-là, pas moins de 49 compositeurs (dont 15 nés après 1940) se retrouvent à Royan, de 18 nationalités différentes. Cent créations seront produites durant une semaine.
- Clocks and Clouds de Ligeti ;
- Symphonie de René Koering ;
- La Dérive des continents de Tristan Murail;
- Missa brevis et Sieben Sterne de Brian Ferneyhough ;
- Shanti de Jean-Claude Éloy ;
- Mélodies de Paul Méfano ;
- Tenebrae de Klaus Huber ;
- Bergkristall de Sylvano Bussotti ;
- Aura de Bruno Maderna ;
- Sur Mi de Philippe Boesmans ;
- Quatuor de René Koering ;
- Quatuor de Gérard Masson.

### 1975
- Sonatas pour quatuor à cordes et Transit de Brian Ferneyhough ;
- Quatuor de Heinz Holliger ;
- Sables de Tristan Murail ;
- Souvenirs à la mémoire de Giuseppe Sinopoli ;
- Lamento di Gesù de Radulescu ;
- Espressivo de Franco Donatoni ;
- Pinturas Negras et Tiempo para espacios de Cristobal Halffter ;
- Puzzle de Philippe Manoury ;
- Thrène de Boucourechliev ;
- Down to a Sunless Sea de Hugues Dufourt ;
- Musik im Bauch de Karlheinz Stockhausen.

### 1976
- Ondes de Paul Méfano ;
- Ecce Opus de Francisco Guerrero ;
- Concerto pour violoncelle de Cristobal Halffter ;
- Concerto pour violoncelle de Isang Yun ;
- Intervalles III de Philippe Boesmans ;
- Sinfonie de Friedrich Cerha.

### 1977
- L'Orage et Erewhon de Hugues Dufourt ;
- Symphonie de Jacques Lenot ;
- Lichtzwang de Wolfgang Rihm ;
- Symphonie no 3 de Henryk Górecki ;
- Ruf d'Emmanuel Nunes.